# Самбучето (Кјети)
Самбучето (итал. Sambuceto) је насеље у Италији у округу Кјети, региону Абруцо.
Према процени из 2011. у насељу је живело 9686 становника. Насеље се налази на надморској висини од 17 м.